# Cantuaria johnsi
Cantuaria johnsi är en spindelart som beskrevs av Forster 1968. Cantuaria johnsi ingår i släktet Cantuaria och familjen Idiopidae. Inga underarter finns listade.